# Uri Nissan Gnessin

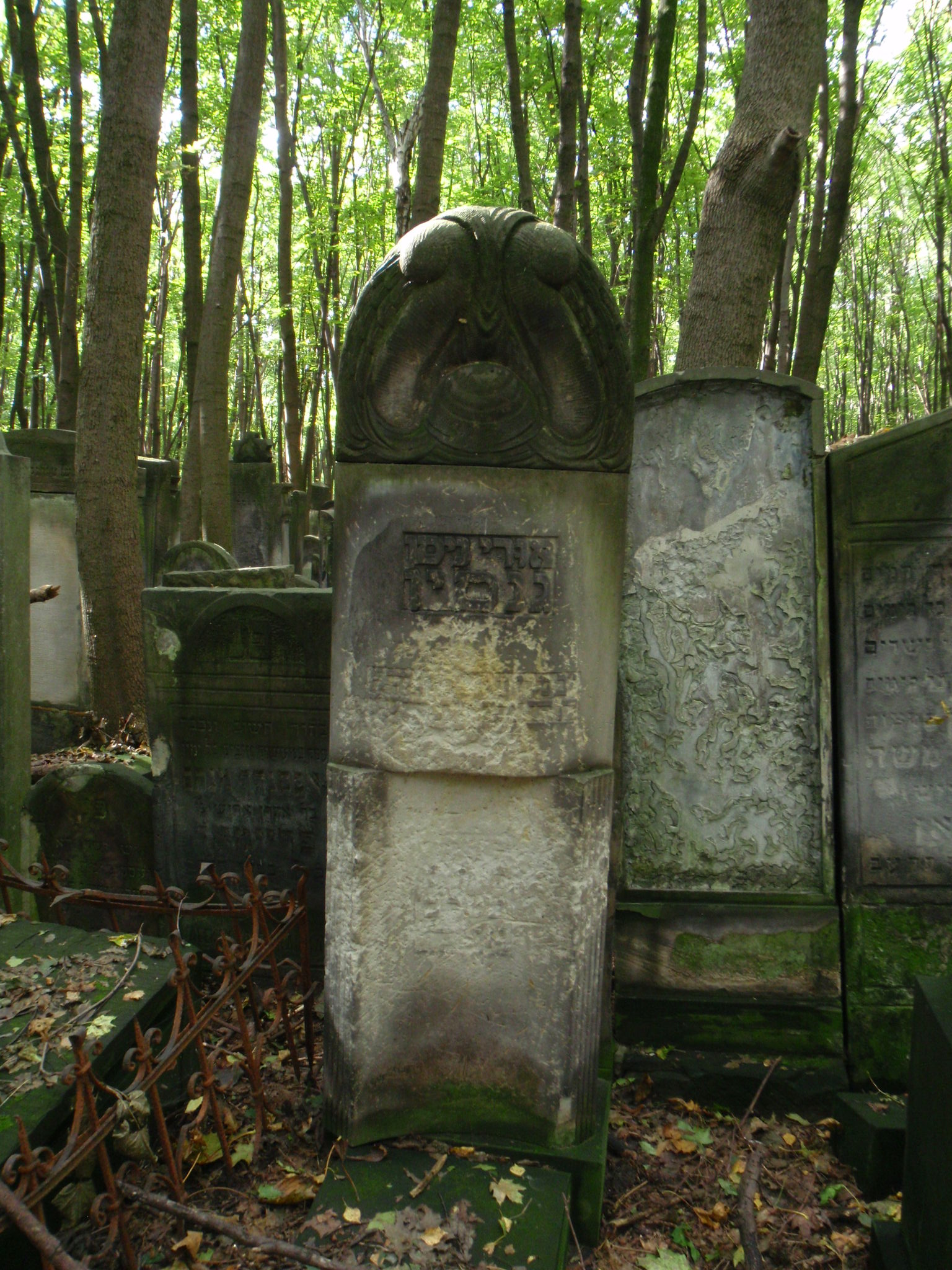
Grób Uriego Nissana Gnessina na cmentarzu żydowskim w Warszawie

Uri Nissan Gnessin (hebr. אורי ניסן גנסין, ros. Ури Нисан Гнесин; ur. 27 października 1879 w Starodubie, zm. 5 marca 1913 w Warszawie) – żydowski pisarz, jeden z pionierów literatury nowohebrajskiej.

## Życiorys
Urodził się w Starodubie w rodzinie żydowskiej, jako syn rabina. W bardzo młodym wieku opuścił dom. Studiował w wielu jesziwach, m.in. w Poczepiu. Jego wczesną hebrajskojęzyczną twórczością zainteresował się Nahum Sokołow redaktor pisma „Ha-Cefira”, który w 1889 zaprosił młodego Gnessina do Warszawy. Debiutował w 1904 zbiorem opowiadań Cienie życia. W 1906 założył hebrajski dom wydawniczy Nisjonot. W 1907 przeprowadził się do Londynu, gdzie wraz z Josefem Chaimem Brennerem redagował hebrajski periodyk „Ha'Meorer”. Po pewnym czasie wyjechał do Palestyny, a w 1908 wrócił do Rosji. Później osiadł w Warszawie, gdzie zmarł na atak serca. Jego opowiadania są lekturą szkolną w Izraelu.
Pochowany jest na cmentarzu żydowskim przy ulicy Okopowej w Warszawie (kwatera 45, uliczka 9).

## Wybrana twórczość
- 1925: Efrojim Margolis
- 1904: Cille ha-chaijm